# Francisco Soto
Francisco Soto, né en 1789 à San José de Cúcuta (Norte de Santander) et mort le 1er février 1846 à Chocontá (Cundinamarca), est un homme politique colombien.

## Vie personnelle
Né en 1789, Francisco Soto a pour parents Buenaventura Soto et Manuela Montesdeoca. Il fait des études pour être avocat à Mérida. Il décède le 1er février 1846 dans l'hacienda Tilatá à Chocontá.